# Ravnica (gmina Radovljica)
Ravnica – wieś w Słowenii, w gminie Radovljica. W 2018 roku liczyła 31 mieszkańców.